# 聯邦議會 (奧地利)
聯邦議會（德語：Bundesrat）是奧地利議會的上議院，和奧地利國民議會共同組成了奧地利議會。聯邦議會的議員按奧地利各州的人口比例分配。每個州最少可擁有3名議員（布根蘭邦和福拉爾貝格邦），最多可擁有12名議員（下奧地利邦）。和國民議會相比，聯邦議會擁有的權限非常少。